# Trường Đinh
Trường Đinh (chữ Hán giản thể:长汀县) là một huyện thuộc địa cấp thị Long Nham, tỉnh Phúc Kiến, Cộng hòa Nhân dân Trung Hoa. Huyện này có diện tích 3090 kilômét vuông, dân số năm 2002 là 490.000 người. Mã số bưu chính là 366300. Mã vùng điện thoại là 0597. Về mặt hành chính, huyện này được chia thành 11 trấn, 7 hương.
- Trấn: Đinh Châu, Quán Tiền, Hà Điền, Đại Đồng, Cổ Thành, Tân Kiều, Đồng Phường, Nam Sơn, Trạc Điền, Tứ Đô, Đồ Phường.
- Hương: Tam Châu, Sách Vũ, Thiết Trưởng, Am Kiệt, Tuyên Thành, Hồng Sơn, Dương Cổ.

## Khí hậu
| Dữ liệu khí hậu của Trường Đinh, elevation 310 m (1.020 ft), (1991–2020 normals, extremes 1981–present) | Dữ liệu khí hậu của Trường Đinh, elevation 310 m (1.020 ft), (1991–2020 normals, extremes 1981–present) | Dữ liệu khí hậu của Trường Đinh, elevation 310 m (1.020 ft), (1991–2020 normals, extremes 1981–present) | Dữ liệu khí hậu của Trường Đinh, elevation 310 m (1.020 ft), (1991–2020 normals, extremes 1981–present) | Dữ liệu khí hậu của Trường Đinh, elevation 310 m (1.020 ft), (1991–2020 normals, extremes 1981–present) | Dữ liệu khí hậu của Trường Đinh, elevation 310 m (1.020 ft), (1991–2020 normals, extremes 1981–present) | Dữ liệu khí hậu của Trường Đinh, elevation 310 m (1.020 ft), (1991–2020 normals, extremes 1981–present) | Dữ liệu khí hậu của Trường Đinh, elevation 310 m (1.020 ft), (1991–2020 normals, extremes 1981–present) | Dữ liệu khí hậu của Trường Đinh, elevation 310 m (1.020 ft), (1991–2020 normals, extremes 1981–present) | Dữ liệu khí hậu của Trường Đinh, elevation 310 m (1.020 ft), (1991–2020 normals, extremes 1981–present) | Dữ liệu khí hậu của Trường Đinh, elevation 310 m (1.020 ft), (1991–2020 normals, extremes 1981–present) | Dữ liệu khí hậu của Trường Đinh, elevation 310 m (1.020 ft), (1991–2020 normals, extremes 1981–present) | Dữ liệu khí hậu của Trường Đinh, elevation 310 m (1.020 ft), (1991–2020 normals, extremes 1981–present) | Dữ liệu khí hậu của Trường Đinh, elevation 310 m (1.020 ft), (1991–2020 normals, extremes 1981–present) |
| Tháng                                                                                                   | 1 | 2 | 3 | 4 | 5 | 6 | 7 | 8 | 9 | 10 | 11 | 12 | Năm |
| --- | --- | --- | --- | --- | --- | --- | --- | --- | --- | --- | --- | --- | --- |
| Cao kỉ lục °C (°F)                                                                                      | 27.0 (80.6)                                                                                             | 30.6 (87.1)                                                                                             | 32.2 (90.0)                                                                                             | 34.5 (94.1)                                                                                             | 34.4 (93.9)                                                                                             | 36.6 (97.9)                                                                                             | 39.5 (103.1)                                                                                            | 38.6 (101.5)                                                                                            | 36.3 (97.3)                                                                                             | 35.9 (96.6)                                                                                             | 32.9 (91.2)                                                                                             | 27.0 (80.6)                                                                                             | 39.5 (103.1)                                                                                            |
| Trung bình ngày tối đa °C (°F)                                                                          | 14.3 (57.7)                                                                                             | 16.5 (61.7)                                                                                             | 19.3 (66.7)                                                                                             | 24.6 (76.3)                                                                                             | 28.1 (82.6)                                                                                             | 30.5 (86.9)                                                                                             | 33.2 (91.8)                                                                                             | 32.7 (90.9)                                                                                             | 30.4 (86.7)                                                                                             | 26.6 (79.9)                                                                                             | 22.0 (71.6)                                                                                             | 16.5 (61.7)                                                                                             | 24.6 (76.2)                                                                                             |
| Trung bình ngày °C (°F)                                                                                 | 8.5 (47.3)                                                                                              | 10.9 (51.6)                                                                                             | 14.2 (57.6)                                                                                             | 19.4 (66.9)                                                                                             | 23.1 (73.6)                                                                                             | 25.7 (78.3)                                                                                             | 27.4 (81.3)                                                                                             | 27.0 (80.6)                                                                                             | 24.7 (76.5)                                                                                             | 20.3 (68.5)                                                                                             | 15.4 (59.7)                                                                                             | 10.0 (50.0)                                                                                             | 18.9 (66.0)                                                                                             |
| Tối thiểu trung bình ngày °C (°F)                                                                       | 4.9 (40.8)                                                                                              | 7.3 (45.1)                                                                                              | 10.8 (51.4)                                                                                             | 15.7 (60.3)                                                                                             | 19.5 (67.1)                                                                                             | 22.4 (72.3)                                                                                             | 23.3 (73.9)                                                                                             | 23.3 (73.9)                                                                                             | 20.8 (69.4)                                                                                             | 15.8 (60.4)                                                                                             | 11.0 (51.8)                                                                                             | 5.8 (42.4)                                                                                              | 15.1 (59.1)                                                                                             |
| Thấp kỉ lục °C (°F)                                                                                     | −6.0 (21.2)                                                                                             | −3.4 (25.9)                                                                                             | −3.4 (25.9)                                                                                             | 3.4 (38.1)                                                                                              | 8.2 (46.8)                                                                                              | 12.4 (54.3)                                                                                             | 18.5 (65.3)                                                                                             | 16.8 (62.2)                                                                                             | 10.7 (51.3)                                                                                             | 2.9 (37.2)                                                                                              | −1.8 (28.8)                                                                                             | −8.0 (17.6)                                                                                             | −8.0 (17.6)                                                                                             |
| Lượng Giáng thủy trung bình mm (inches)                                                                 | 70.5 (2.78)                                                                                             | 103.2 (4.06)                                                                                            | 196.8 (7.75)                                                                                            | 206.4 (8.13)                                                                                            | 272.8 (10.74)                                                                                           | 307.1 (12.09)                                                                                           | 142.6 (5.61)                                                                                            | 195.1 (7.68)                                                                                            | 79.6 (3.13)                                                                                             | 46.3 (1.82)                                                                                             | 60.3 (2.37)                                                                                             | 54.1 (2.13)                                                                                             | 1.734,8 (68.29)                                                                                         |
| Số ngày giáng thủy trung bình (≥ 0.1 mm)                                                                | 10.8 | 12.9 | 18.4 | 17.1 | 18.1 | 18.5 | 14.4 | 16.3 | 9.7 | 6.1 | 7.6 | 7.8 | 157.7                                                                                                   |
| Số ngày tuyết rơi trung bình                                                                            | 0.7 | 0.5 | 0.1 | 0 | 0 | 0 | 0 | 0 | 0 | 0 | 0 | 0.3 | 1.6 |
| Độ ẩm tương đối trung bình (%)                                                                          | 79 | 80 | 83 | 81 | 82 | 83 | 78 | 80 | 79 | 77 | 78 | 77 | 80 |
| Số giờ nắng trung bình tháng                                                                            | 95.2 | 84.6 | 75.7 | 93.7 | 108.3                                                                                                   | 115.7                                                                                                   | 207.7                                                                                                   | 190.2                                                                                                   | 167.1                                                                                                   | 169.7                                                                                                   | 144.6                                                                                                   | 131.2                                                                                                   | 1.583,7                                                                                                 |
| Phần trăm nắng có thể                                                                                   | 29 | 27 | 20 | 24 | 26 | 28 | 50 | 48 | 46 | 48 | 45 | 40 | 36 |
| Nguồn: China Meteorological Administration                                                              | | | | | | | | | | | | | |